# Матвеева, Тамара Вячеславовна
Тама́ра Вячесла́вовна Матве́ева (урождённая Марадудина, род. 29 февраля 1944, Орск, Оренбургская область, РСФСР, СССР) — советский и российский лингвист, специалистка в области риторики и стилистики.
Доктор филологических наук, профессор. Работала на кафедре риторики и стилистики русского языка филологического факультета Уральского государственного университета имени А. М. Горького.

## Биография
Родилась 29 февраля 1944 года в городе Орске Оренбургской области. Высшее филологическое образование получила в Уральском университете. С 1974 по 2020 г. — преподаватель кафедры русского языка филологического факультета УрГУ (ныне Уральского Федерального университета). В 1980 г. в г. Томске защитила кандидатскую диссертацию «Семантические основания экспрессивности глагола», в 1991 г. в Екатеринбурге — докторскую диссертацию «Функциональные стили в аспекте текстовых категорий». В 1994 году получила звание профессора. В 1999 г. присвоено звание «Почетный работник высшего профессионального образования».

### Семья
- Муж — Александр Константинович Матвеев (1926—2010), советский и российский лингвист.
  - Сын — Константин Александрович Матвеев (р. 1969).
  - Дочь — Анна Александровна Матвеева (р. 1972), советский и российский писатель, журналист, редактор.
  - Зять — Иннокентий Викторович Шеремет (р. 1966), журналист, менеджер; основатель и директор Телевизионного агентства Урала (ТАУ).
    - Внуки:
      - Тимофей Иннокентьевич Шеремет (р. 1999).
      - Егор Иннокентьевич Шеремет (р. 1999).
      - Фёдор Иннокентьевич Шеремет (р. 2002).

## Научная и преподавательская деятельность
Общая сфера научных интересов — семантика экспрессивного слова, функциональная стилистика русского языка, лингвистика текста. Преимущественным вниманием характеризуются проблемы стилистики текста и жанра. Т. В. Матвеевой предложена концепция сопоставительного категориально-текстового анализа функциональных стилей русского литературного языка и разработан алгоритм такого анализа. Второе направление исследований связано с проблемами русского речевого общения. Т. В. Матвеева — автор более 200 научных трудов.
В 90-е годы возглавляла исследовательскую группу по сбору и изучению разговорных текстов, в 2017—2019 гг. — трудовой коллектив, собирающий материал и исследующий лингвистические и культурологические проблемы живой речи уральского города. Т. В. Матвеева — научный редактор хрестоматии разговорных текстов и итоговых коллективных монографий. На протяжении ряда лет была главным редактором серии «Гуманитарные науки» журнала «Известия Уральского государственного университета».
Опытный вузовский преподаватель речеведческих дисциплин, в том числе спецкурса «Текстовая специфика функциональных стилей русской речи». Участвовала в разработке программы риторизации школьного обучения в Свердловской области, имеет авторские программы и учебные пособия по русскому языку, культуре речи, риторике и стилистике для средней школы и вуза. Автор двух терминологических словарей по названной проблематике, соавтор учебника по стилистике для студентов-филологов.
Является научным руководителем 9 кандидатских диссертаций, научным консультантом трех докторских диссертаций по специальности 10.02.01 — русский язык.

### Публикации Тамары Матвеевой

#### Монографии и учебно-научные издания
- Функциональные стили в аспекте текстовых категорий. Свердловск : Изд-во Уральского университета, 1990. — 170 с.
- Русское красноречие : Хрестоматия и система заданий для учащихся старших классов общеобразовательных школ / Автор-составитель (совместно с Н. А. Купиной). 3-е изд. — Екатеринбург : ИД «Сократ», 2002. — 336 с.
- Учебный словарь: русский язык, культура речи, стилистика, риторика. М. : Флинта : Наука, 2003. — 432 с.
- 15 уроков по культуре речи : Практикум для учащихся. 3-е изд. М.; Флинта : Наука, 2004. 198 с.
- Риторический практикум журналиста : учеб. пособие. М. : Флинта : Наука, 2007. — 312 с.
- Полный словарь лингвистических терминов. — Ростов н/Д : Феникс, 2010. — 562 с.
- (в соавторстве с Н. А. Купиной) Стилистика современного русского языка: учебник для бакалавров. М.; Юрайт, 2013. — 415 с. (Серия : Бакалавр. Углубленный курс).
- Экспрессивность русского слова: семантика, тематика, средства выражения, лексикография. Saarbrucken, Deutschland : LAP LAMBERT Academic Publishing, 2013. — 173 с.
- Ценностное содержание разговорного диалога : монография / Т. В. Матвеева, И. В. Шалина, И. Т. Вепрева [и др.]; отв. ред. Т. В. Матвеева, И. В. Шалина. — Екатеринбург : Изд-во Урал. ун-та, 2021. — 228 с.

Прочие
- Не просто прожитая жизнь : Биография А. К. Матвеева в документах и воспоминаниях / Составитель, отв. редактор, автор воспоминаний. Екатеринбург : Изд-во Уральского университета, 2015. — 640 с.
- Пьески для школьного праздника. Екатеринбург : ИД «Ажур», 2013. — 66 с.